# Mihael Opeka
Mihael Opeka, slovenski rimskokatoliški duhovnik, profesor, pesnik in urednik, * 26. september 1871, Vrhnika, † 26. februar 1938, Ljubljana.

## Življenjepis
Rodil se je očetu Mihaelu st. in materi Frančiški (rojeni Brenčič).
Opeka je leta 1898 doktoriral iz teologije na Gregorijanski univerzi v Rimu. Pred tem je bil 1897 posvečen. Nato je bil od leta 1920 do 1932 stolni pridigar ter poučeval verouk in italijanski jezik na ljubljanski realki ter istočasno kot honorarni predavatelj predaval homiletiko na Teološki fakulteti v Ljubljani. Znanstvene razprave je objavljal v revijah Katoliški obzornik in Voditelj v bogoslovnih vedah, ter bil od leta 1900 do 1912 leposlovni urednik literarnega mesečnika Dom in svet.

## Literarno delo
Mihael Opeka je v literaturi izhajal iz klasične šole. Na njegovo pesništvo so vplivali Mladoslovenski pesniki Gregorčič, Jenko, Levstik, Stritar, ki pa so jih bolj oblikovno kot vsebinsko posnemali poleg njega še Josip Cimperman, Anton Funtek in drugi.
Opeka se je kot izrazit govornik zgledoval pri Segneriju, v 24 zvezkih je objavil 367 cerkvenih govorov. 